# Ют-нори (игра)
Ют-нори (кор.: 윷놀이), также известный как ют, ньют и юннори — это традиционная настольная игра, в которую играют в Корее, особенно часто во время Корейского Нового года. В ханджэо (китайско-корейский словарь) игру также называют чокса ((척사; 擲柶) или сахуи (사희; 柶戲).

## Происхождение
Ют-нори уходит своими корнями в период трёх корейских государств (57 г. до н.э. – 668 г. н.э.). Хотя его точное происхождение остается неопределенным, свидетельства существования игры были задокументированы в различных исторических записях, охватывающих Корею, Китай и Японию. Утверждение корейского историка и активиста Чхэ Хо Син предполагает, что оно произошло от корейского королевства Кочосон в 2333 году до нашей эры, как упоминается в книге буддийского монаха Илиона. Петроглифы, несущие записи юннори эпохи Чосон, были обнаружены в горах Корейского полуострова и Маньчжурии. Удивительно, но резные изображения ют были также найдены в буддийском храме и, скорее всего, служили местами для молитв.

## Инвентарь

Игровое поле (малпан)

Игровое поле (말판; малпан) обычно делается из сшитой ткани. Современный вариант имеет прямоугольную форму, но исторически существовал и круглый вариант. Есть четыре прямые линии и две диагональные. На каждой по пять клеток, на диагональных тоже пять клеток, но одна для них общая. В результате общее количество клеток двадцать девять. Также известно, что доску иногда тянут на пол.
Вместо игральных костей используются специальные палочки. (Они похожи на те, которые используются в египетской настольной игре «Сенет».)
В игре используются небольшие фишки, называемые «мо» (말, буквально «лошадь»). Для каждой команды имеется по четыре фишки, хотя общих правил, из чего можно сделать фишку, не существует. Единственное правило – фишки команд-соперников должны быть четко различимы. Помимо черно-белых пластиковых фишек, которые обычно встречаются сегодня, нередко использовались монеты, пуговицы или маленькие камешки.

### Палочки для юта

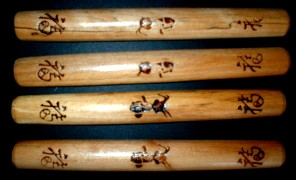
Палочки для юта с узорами

Комбинации палочек

Палочки для игры чаще всего изготавливаются из березы или каштана. Эти породы древесины выбраны из-за их веса и звонкого звука, который они издают при игре.  Обычно используют палочки шириной 3 см и длиной 15 см, одна сторона у них гладкая, а другая сторона выпуклая.
Палочки бросаются, чтобы определить, насколько далеко может продвинуться фишка. Счет определяется путем подсчета палочек, которые закончились, и тех, которые оказались вверху.

## Правила

Все возможные направления для фишек

Игра ведется между двумя игроками или двумя командами, которые играют по очереди, иногда в нее играют с большим количеством команд. Количество участников в игре не ограничено, а это значит, что в игру может играть значительная группа. При игре большими группами некоторые члены группы нередко никогда не бросают палочки: они все равно участвуют, обсуждая стратегию.
Начало игры определяется каждой командой, забросившей палочки. Первой стартует команда с наибольшим количеством очков. Самое главное в этой игре это сделать полный круг по полю всеми своими фишками и придти к финишу первым. Но это не всё, потому что изначально обговаривается сколько кругов будет длиться игра. Та команда, которая завершит игру раньше всех - побеждает.

Фишки могут быть чем угодно, от монет до пуговиц. Суть игры заключается в том, что фишки могут догонять друг друга,ходить по две или несколько вместе. Если ваша фишка встаёт на ещё одну вашу фишку, то они объединяются и играются как одна. Если ваша фишка догнала фишку или несколько фишек противника, то их можно "съесть", тем самым отправив в начало игры. Фишка совершает полный круг, когда переступает через первую клетку, с которой и начинала круг.

Каждая комбинация палочек имеет название:  «до» (도) Свинья – одна из палочек лежит плоской стороной вверх. Фишка может сделать один шаг вперед. «кэ» (개) Собака – две палочки лежат плоской стороной вверх. Фишка может сделать два шага вперед. «голь» (걸) Овца – три палочки, три шага вперед. «ют» (윷) Бык или корова – все четыре палочки лежат плоской стороной вверх, можно сделать четыре шага, плюс дается ещё один бросок палочек. «мо» (모) Лошадь – все палочки лежат выпуклой стороной вверх, можно сделать пять шагов, плюс еще один бросок палочек.
Также, одну из палочек помечают на плоской стороне крестом или какой-то другой меткой — это "бэк". Если при положении свинья  («до»)  выпадает именно эта палочка, то придется сделать один шаг назад. Это правило называется «бэк до». В зависимости от используемых правил, если ни одна из фишек не находится на поле, этот ход считается пропущенным. Этому правилу есть ещё одно применение — если фишка в итоге броска палочек оказалась на последней клетке перед выходом, то недостаточно будет просто выбить «до», нужно будет выкинуть «бэк до» для того, чтобы эта фишка могла выйти из игры.